# James Jacks
James "Jim" Jacks (29 de diciembre de 1947 – Los Ángeles, 20 de enero de 2014) fue un productor de cine estadounidense.

## Biografía
Jacks creció en una familia de raigambre militar. Se graduó en ingeniería industrial de la Universidad Carnegie Mellon y el Master de Administración en la Universidad de Cornell. Trabajó como analista financiero en Wall Street cuando decidió dedicarse a la confección de guiones. Por otro lado, se convirtió en jefe de producción de Circle Films a principios de los 80 y posteriormente vicepresidente de producción de Universal Studios a finales de los 80 y principios de los 90. En 1992, se formó como productor independiente con Alphaville Films, que fundó con Sean Daniel. Dejó Alphaville Films en 2004.
Jacks murió el 20 de enero de 2014 debido a un ataque al corazón en su casa de Los Ángeles a la edad de 66 años.

## Filmografía selecta

### Cine
| Año  | Título en España                             | Título original                            | Director                |
| ---- | -------------------------------------------- | ------------------------------------------ | ----------------------- |
| 1987 | Arizona Baby                                 | Raising Arizona                            | Joel Coen               |
| 1993 | Movida del 76                                | Dazed and Confused                         | Richard Linklater       |
| 1993 | Corazones y almas                            | Heart and Souls                            | Ron Underwood           |
| 1993 | Blanco humano                                | Hard Target                                | John Woo                |
| 1993 | Tombstone                                    | Tombstone                                  | George Pan Cosmatos     |
| 1995 | El pueblo de los malditos                    | Village of the Damned                      | John Carpenter          |
| 1995 | Mallrats                                     | Mallrats                                   | Kevin Smith             |
| 1996 | Don't Look Back                              | Don't Look Back                            |                         |
| 1996 | Michael                                      | Michael                                    | Nora Ephron             |
| 1997 | The Jackal                                   | The Jackal                                 | Michael Caton-Jones     |
| 1998 | Un plan sencillo                             | A Simple Plan                              | Sam Raimi               |
| 1999 | La momia                                     | The Mummy                                  | Stephen Sommers         |
| 2000 | Premonición                                  | The Gift                                   | Sam Raimi               |
| 2001 | De vuelta a la Tierra                        | Down to Earth                              | Paul Weitz, Chris Weitz |
| 2001 | El regreso de la momia                       | The Mummy Returns                          | Stephen Sommers         |
| 2001 | Ratas a la carrera                           | Rat Race                                   | Jerry Zucker            |
| 2002 | El rey Escorpión                             | The Scorpion King                          | Chuck Russell           |
| 2002 | Dark Blue                                    | Dark Blue                                  | Ron Shelton             |
| 2003 | The Hunted                                   | The Hunted                                 | William Friedkin        |
| 2003 | Crueldad intolerable                         | Intolerable Cruelty                        | Joel Coen               |
| 2008 | La momia: La tumba del emperador Dragón      | The Mummy: Tomb of the Dragon Emperor      | Rob Cohen               |
| 2008 | El rey escorpión: el ascenso de un guerrero  | The Scorpion King 2: Rise of a Warrior     | Russell Mulcahy         |
| 2012 | El Rey Escorpión 3: Batalla por la redención | The Scorpion King 3: Battle for Redemption | Roel Reiné              |

### Televisión
| Año  | título | Notas               |
| ---- | ------ | ------------------- |
| 2001 | Attila | Productor ejecutivo |